# Zdenko Zorko
Zdenko Zorko, jugoslovanski (hrvaški) rokometaš, * 18. avgust 1950, Zagreb.
Leta 1972 je na poletnih olimpijskih igrah v Münchnu v sestavi jugoslovanske rokometne reprezentance osvojil zlato olimpijsko medaljo.
Udeležil se je tudi poletnih olimpijskih igrah leta 1976 v Montrealu, kjer je jugoslovanska rokometna reprezentanca osvojila peto mesto.